# Iridosornis reinhardti
Az Iridosornis reinhardti a madarak osztályának verébalakúak (Passeriformes) rendjébe és a tangarafélék (Thraupidae) családjába tartozó faj.

## Rendszerezése
A fajt Philip Lutley Sclater angol ügyvéd és zoológus írta le 1865-ben, az Iridornis nembe Iridornis reinhardti néven.

## Előfordulása
Az Andokban, Ecuador és Peru területén honos. Természetes élőhelyei a szubtrópusi és trópusi hegyi esőerdők. Állandó, nem vonuló faj.

## Megjelenése
Testhossza 14 centiméter.

## Életmódja
Leginkább bogyókkal és apró gyümölcsökkel táplálkozik, melyet rovarral egészít ki.

## Természetvédelmi helyzete
Az elterjedési területe nagy, egyedszáma pedig stabil. A Természetvédelmi Világszövetség Vörös listáján nem fenyegetett fajként szerepel.